# Zlatý řez (nakladatelství)
Zlatý řez je české nakladatelství, které se soustřeďuje na architekturu 20. a 21. století. Vydává stejnojmenný časopis, průvodce po moderní architektuře a literaturu, která se zabývá teorií architektury a původní historické a teoretické práce českých i světových autorů.

## Vydané publikace

### Česká republika - architektura XX. století
Nakladatelství vydalo sírii čtyř průvodců po architektuře 20. století na území České republiky. Jednotlivé díly jsou:
- Michal Kohout, Stephan Templ, Vladimír Šlapeta: Praha  - architektura XX. století, druhé rozšířené vydání 1998, ISBN 80-901562-3-1
  - vyšlo též německy 1997 ISBN 80-901562-1-5 a anglicky, 1999, ISBN 80-901562-2-3
- Michal Kohout, Stephan Templ, Pavel Zatloukal: Česká republika - architektura XX. století. Díl I. Morava a Slezsko, 2005, ISBN 978-80-902810-2-8
- Michal Kohout, Rostislav Švácha: Česká republika - moderní architektura. díl II. Čechy, 2014, ISBN 978-80-903826-0-2